# 符惟忠
符惟忠（?—?），字正臣。
符彦卿曾孙，以外祖母贤靖大长公主的門蔭授三班奉职，后擢拔為合门通事舍人、勾当东排岸司。卒赠客者使，眉州防御使。有子符永福、符肇琼、符肇节。

## 延伸阅读
[在维基数据编辑]
 《宋史/卷463》，出自脱脱《宋史》